# Zaydismo

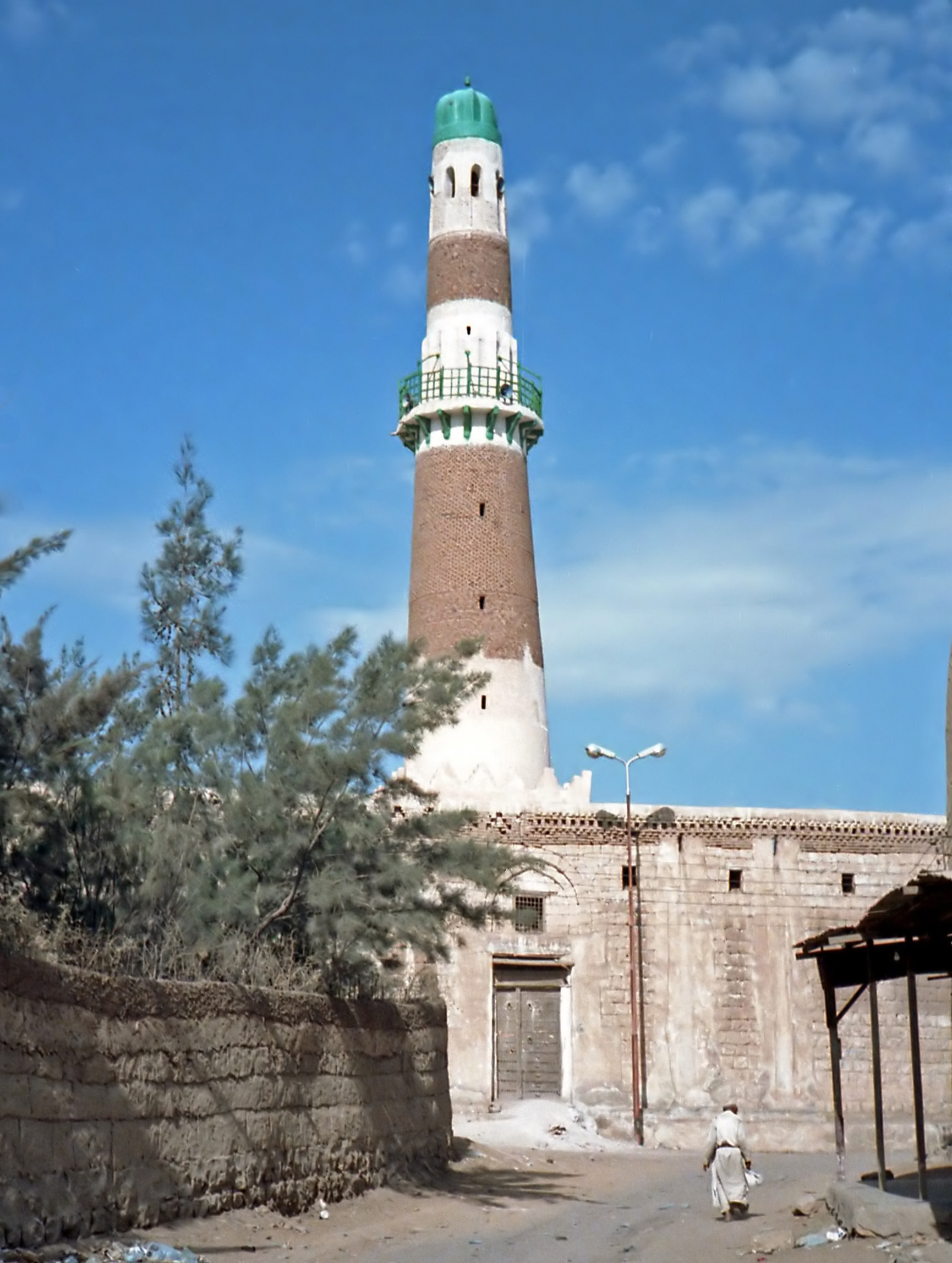
Moschea di Ṣaʿda in Yemen

Lo zaydismo (in arabo زيدية‎?, Zaydiyya) è una delle varianti dello Sciismo islamico ed è diffuso nel solo Yemen, anche se in passato era diffuso anche in Persia, specialmente in varie regioni gravitanti intorno al Mar Caspio.

## Storia
Deve il suo nome a Zayd ibn ʿAlī ibn al-Ḥusayn, uno dei figli del quarto Imām sciita Zayn al-ʿĀbidīn, che insorse inutilmente a Kūfa nel 740 contro il potere omayyade, da lui ritenuto usurpatore e violentemente ostile all'Ahl al-Bayt.
La rivolta di Zayd fu la prima a manifestarsi dopo il massacro di Kerbelāʾ. Fu preceduta da un soggiorno di Zayd a Baṣra, durato due mesi, e di un anno a Kūfa. Il suo programma era ricco d'implicazioni religiose e sociali (tra l'altro proponeva la legittimità della deposizione dell'Imam in caso d'inadempienza) e quest'ultima componente caratterizzerà a lungo lo Zaydismo, proponendolo come un movimento grandemente pericoloso agli occhi del potere costituito islamico.
L'attività del pronipote di ʿAlī non tardò a destare sospetti sempre più stringenti e fu così che Zayd fu costretto ad asserragliarsi nella moschea della città, coadiuvato da poche centinaia di seguaci anziché dalle varie migliaia che si erano precedentemente offerte di appoggiarlo contro gli Omayyadi.
Il wālī Yūsuf ibn ʿUmar al-Thaqafī, parente di al-Ḥajjāj ibn Yūsuf, riuscì a piegare la resistenza di Zayd e dei suoi uomini che, quando il loro capo fu ucciso, provvidero a seppellire segretamente per evitare che del suo cadavere fosse fatto scempio.
La cautela non servì e Yūsuf ibn ʿUmar riuscì a scoprire il luogo dell'inumazione. Ne disseppellì quindi il cadavere e ne tagliò la testa, inviata poi al califfo Hishām ibn ʿAbd al-Malik che la mostrò a fini deterrenti a Damasco, quindi a La Mecca e infine a Medina, crocifiggendone infine il corpo a Kūfa, lasciato in vista per tre anni nella discarica urbana.
La bandiera della rivolta fu ripresa dal figlio Yaḥyā in Khorāsān ma anch'essa non produsse immediati frutti, venendo stroncata nel 743 dal wālī Nasr ibn Sayyār. Seminò però in profondità l'odio per la dinastia califfale fra le popolazioni e proprio esse saranno successivamente le prime e più importanti protagoniste della cosiddetta "rivoluzione abbaside".

## Collocazione dottrinale dello zaydismo
Se in campo giurisprudenziale lo zaydismo non è particolarmente diversificato dai madhāhib sunniti, sì da poter essere definito "moderato", in campo politico invece esso ha apportato elementi di forte novità, tali da farlo includere senz'altro fra i movimenti giudicati dal sunnismo "estremistici" (la terminologia araba usa la parola ghuluww, "esagerazione"). Lo zaydismo infatti non esige l'appartenenza di sangue alla discendenza "hasanide" o "husaynide" della Shīʿa (dai nomi dei due figli dei ʿAlī ibn Abī Ṭālib e di Fāṭima bint Muḥammad), prescrivendo tuttavia che il potere potrà essere legittimamente esercitato solo da chi abbia dimostrato di saper organizzare e guidare i musulmani contro gli usurpatori e gli oppressori, dando al movimento una coloritura "militante" che lo rese abbastanza popolare nei primi secoli di storia dell'Islam e il movimento forse maggiormente pericoloso, insieme a quello dei kharigiti e dei Carmati ismailiti.

## Lista degli Imam
Gli Imam riconosciuti dallo zaydismo sono, secondo il libro al-Masābīh fī l-sīra dell'Imam Aḥmad b. Ibrāhīm
1. ʿAlī ibn Abī Ṭālib
2. Al-Ḥasan ibn ʿAlī b. Abī Ṭālib
3. Al-Ḥusayn ibn ʿAlī ibn Abī Ṭālib
4. Al-Hasan al-muthannā b. al-Ḥasan al-mujtaba b. ʿAlī al-murtaḍa ibn Abī Ṭālib
5. Zayd b. ʿAlī b. al-Ḥusayn, Zayn al-ʿĀbidīn
6. Yaḥyā ibn Zayd ibn ʿAlī ibn al-Ḥusayn, Zayn al-ʿĀbidīn
7. Muḥammad ibn 'Abd Allāh al-kāmil bin al-Ḥasan al-muthannā ibn al-Ḥasan al-Nafs al-Zakiyyah
8. Ibrāhīm ibn ʿAbd Allāh al-kāmil ibn al-Ḥasan al-muthannā ibn al-Ḥasan al-mujtaba ibn ʿAlī al-Murtaḍa ibn Abī Ṭālib
9. ʿAbd Allāh ibn Muhammad al-Nafs al-Zakiyya ibn al-Ḥasan al-mujtaba ibn ʿAlī ibn Abī Ṭālib
10. Al-Ḥasan ibn Ibrāhīm ibn ʿAbd Allāh al-kāmil ibn al-Ḥasan al-muthannā ibn al-Ḥasan al-mujtaba ibn ʿAlī al-murtaḍa ibn Abī Ṭālib
11. Al-Ḥusayn ibn ʿAlī ibn al-Ḥasan b. al-Ḥasan al-muthannā b. al-Ḥasan al-mujtaba b. ʿAlī ibn Abī Ṭālib
12. ʿĪsā b. Zayd b. ʿAlī b. al-Ḥusayn
13. Yaḥyā b. ʿAbd Allāh al-kāmil b. al-Ḥasan b. al-Ḥasan b. ʿAlī ibn Abī Ṭālib
14. Idrīs b. ʿAbd Allāh al-kāmil b. al-Ḥasan b. al-Ḥasan b. ʿAlī ibn Abī Ṭālib
15. Muḥammad b. Ibrāhīm b. Ismāʿīl b. Ibrāhīm b. al-Ḥasan b. al-Ḥasan b. ʿAlī ibn Abī Ṭālib
16. Muḥammad b. Muḥammad b. Zayd b. 'Ali Zayn al-'Ābidin b. al-Ḥusayn
17. Muḥammad b. Sulaymān b. Dāwūd b. al-Ḥasan b. al-Ḥasan b. ʿAlī ibn Abī Ṭālib
18. al-Qāsim b. Ibrāhīm b. Ismāʿīl b. Ibrāhīm b. al-Ḥasan b. al-Ḥasan b. ʿAlī ibn Abī Ṭālib
19. Yahya b. al-Ḥusayn b. al-Qāsim al-Hādī
20. Abū l-Qāsim Muḥammad b. Yaḥyā b. al-Ḥusayn
21. Aḥmad b. Yaḥyā b. al-Ḥusayn
22. Al-Ḥasan b. al-Nāṣir Aḥmad
23. Yaḥyā ibn ʿUmar